# Santuario histórico de la Pampa de Ayacucho
El santuario histórico de la Pampa de Ayacucho es una área protegida del Perú que se estableció el 14 de agosto de 1980 con un área de 300 hectáreas.
Su objetivo principal es proteger el patrimonio natural e histórico del escenario donde se realizó el 9 de diciembre de 1824 la Batalla de Ayacucho, último gran enfrentamiento dentro de las campañas terrestres de las guerras de independencia hispanoamericanas, así como conservar las manifestaciones culturales y artesanales de las poblaciones aledañas.
Este lugar es escenario, cada 9 de diciembre, de la escenificación de dicha batalla, con presencia de actores entre profesionales y voluntarios. El área forma parte del circuito turístico Ayacucho-Wari-Quinua-Pampas de Ayacucho y brinda facilidades para que el uso recreativo y cultural.
Desde el 2023 forma parte de la reserva de biosfera Bicentenario-Ayacucho.

## Ubicación
Está situado a 37km de la ciudad de Ayacucho, en la provincia peruana de Huamanga. El Santuario está emplazado en una planicie elevada y de cierta pendiente, a una altitud de 3 396  m s. n. m. Debido a su privilegiada ubicación geográfica, es un mirador natural desde donde se puede observar los paisajes de la campiña ayacuchana.

## Diversidad biológica

### Flora
La Pampa de Ayacucho es una extensa llanura donde desarrollan especies de flora como el trébol, el llantén, el pinco pinco, y hierbas como el ichu, el peccoy y la chilifrutilla, que sirven de forraje para el ganado.
La flora silvestre está representada por diversas plantas nativas, entre las que destacan el trébol silvestre, el pinco pinco (ephedra americana), el llantén, y el peccoy (stipa ichu). Asimismo, podemos mencionar pastos como calamagrostis sp., poa sp. y alchemilla pinnata.

### Fauna
En esta zona se pueden apreciar aves como la perdiz de puna (tinamotis pentlandii), la perdiz serrana,  la huallata (chloephaga melanoptera), el guarahuau (phalcoboenus megalopterus), el lique lique (vanellus resplendens) y el kulle kulle (attagis gayi).

## Obelisco
Para el aniversario del sesquicentenario de la batalla, el Ministerio de Guerra del Perú dispuso erigir un monumento a los combatientes en la pampa. Mediante concurso público en 1968, se eligió como ganadora a la propuesta de un obelisco en mármol, obra del artista español Aurelio Bernandino Arias. Según su autor, la obra representa cerca de medio siglo de lucha por la libertad y la independencia americana, desde la Revolución de Túpac Amaru II en 1780 hasta su culminación victoriosa en este lugar.

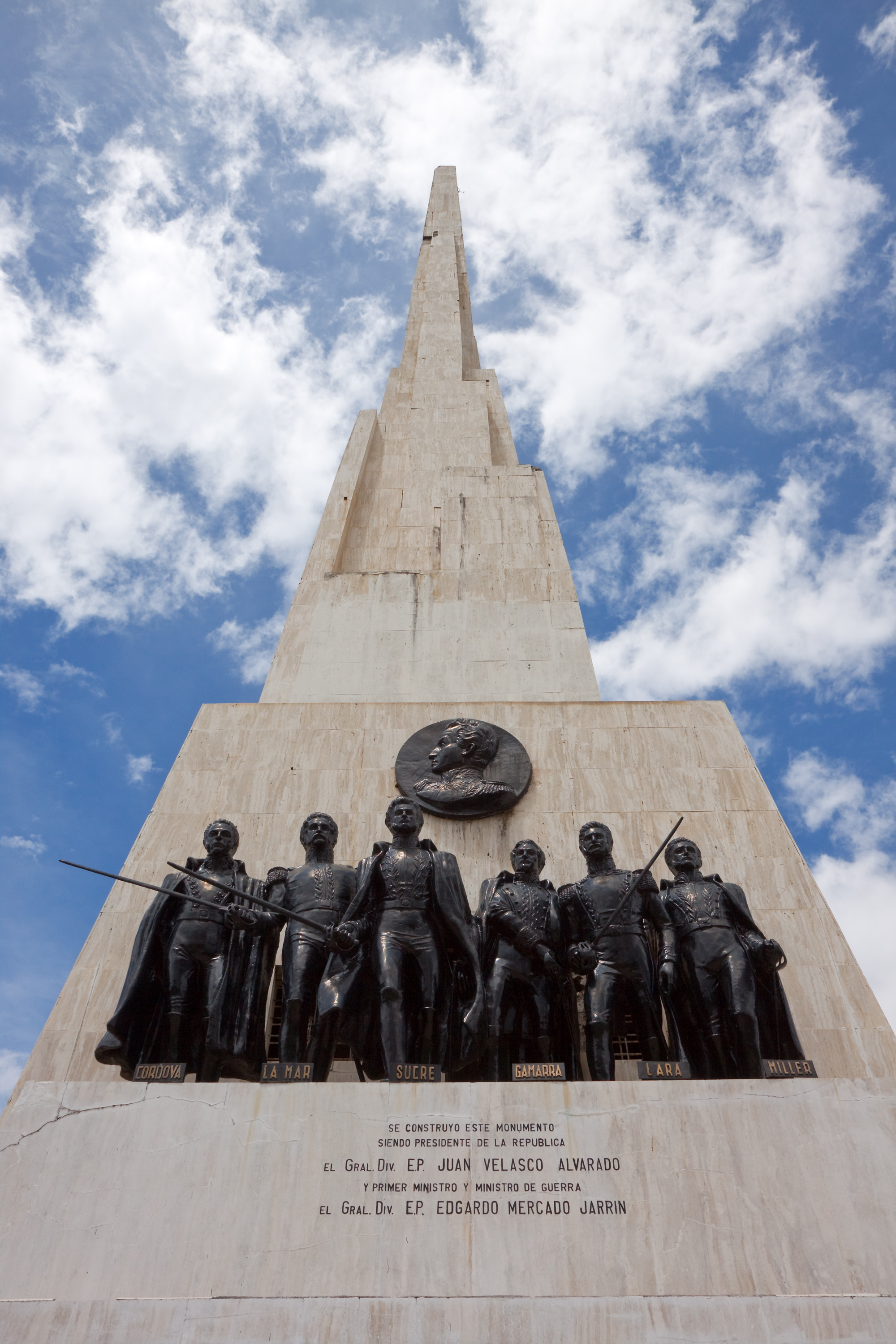
Obelisco conmemorativo de la batalla de Ayacucho.

El monumento consta de una estructura de concreto armado recubierta exteriormente con mármol blanco. Tiene una altura de 44 metros. Las estatuas de bronce de 3 metros de altura representan a los generales que estuvieron en comando en la batalla: Antonio José de Sucre, Agustín Gamarra, José de La Mar, José María Córdova, Jacinto Lara y Guillermo Miller. Un medallón con la efigie del libertador Simón Bolívar evoca la dirección estratégica de las operaciones.
Desde su mirador se puede observar el hermoso paisaje de santuario histórico. Para los ayacuchanos, el obelisco forma parte de la identidad y orgullo de la provincia de Huamanga y el departamento por ser el lugar donde se alcanzó la libertad peruana y sudamericana.